# Quiero Volver Tour
Quiero Volver Tour je druhé sólové koncertní turné zpěvačky a herečky Tini. Celkově se jedná o její čtvrté turné. Zpěvačka oznámila koncertní šňůru spolu s prvním koncertem 8. září 2018. 19. března 2019 byly oznámeny další data pro Latinskou Ameriku. 28. října byla oznámena další data koncertů tentokrát pro Evropu na rok 2020. Poslední dvě show museli být přerušeny z důvodu výskytu koronaviru.

## Setlist
| 13. prosince 2018 - 17. května 2019 | 25. května 2019 - 28. září 2019 | 18. října 2019 - současnost |
| --- | --- | --- |
| 1. Princesa 2. Ya No Hay Nadie Que Nos Pare 3. Confía en Mí 4. Never Ready 5. Respirar 6. Lo Malo (Remix) 7. Finders Keepers / Mi Gente 8. Si Tú Te Vas 9. Like That 10. Waves 11. Great Escape 12. Siempre brillarás 13. Yo Te Amo a Ti 14. Lo Que Tu Alma Escribe 15. Consejo de Amor 16. Sigo Adelante 17. Por Qué Te Vas 18. Quiero Volver 19. Love Is Love 20. Flores 21. Te Quiero Más | 1. Princesa 2. Ya No Hay Nadie Que Nos Pare 3. Confía en Mí 4. Never Ready 5. Respirar 6. Lo Malo (Remix) 7. Finders Keepers / Mi Gente 8. Si Tú Te Vas 9. Waves 10. Great Escape 11. Siempre brillarás 12. Yo Te Amo a Ti 13. Cristina 14. Oye 15. Consejo de Amor 16. Por Qué Te Vas 17. Quiero Volver 18. Flores 19. Fresa 20. 22 21. Te Quiero Más | 1. Princesa 2. Ya No Hay Nadie Que Nos Pare 3. Fresa 4. Respirar 5. Finders Keepers / Mi Gente 6. Si Tú Te Vas 7. Great Escape 8. Siempre brillarás 9. Diciembre 10. Cristina 11. Oye 12. Consejo de Amor 13. Por Qué Te Vas 14. La cintura (remix) 15. Suéltate El Pelo 16. Quiero Volver 17. Recuerdo 18. 22 19. Te Quiero Más |

## Seznam koncertů
| Datum                      | Město                      | Země                       | Místo                             |
| Etapa 1 - Latinská Amerika | Etapa 1 - Latinská Amerika | Etapa 1 - Latinská Amerika | Etapa 1 - Latinská Amerika        |
| -------------------------- | -------------------------- | -------------------------- | --------------------------------- |
| 13. prosince 2018          | Buenos Aires               | Argentina                  | Luna Park                         |
| 12. ledna 2019             | Pinamar                    | Argentina                  | Quintana y Del Tridente           |
| 25. ledna 2019             | Mar de Plata               | Argentina                  | Tetro Radio City                  |
| 9. února 2019              | Cordóba                    | Argentina                  | Festival de Villa Maria           |
| 17. května 2019            | Rosario                    | Argentina                  | Metropolitano                     |
| 25. května 2019            | Corrientes                 | Argentina                  | Playon Hangar                     |
| 31. května 2019            | Mendoza                    | Argentina                  | Auditorio Bustelo                 |
| 15. června 2019            | Cordóba                    | Argentina                  | Forja                             |
| 23. června 2019            | Santiago                   | Chile                      | Movistar Arena                    |
| 5. září 2019               | Montevideo                 | Uruguay                    | Antel Arena                       |
| 26. září 2019              | Tucumán                    | Argentina                  | Tetro Mercedes Sosa               |
| 27. září 2019              | Tucumán                    | Argentina                  | Tetro Mercedes Sosa               |
| 28. září 2019              | Salta                      | Argentina                  | Tetro Provincial                  |
| 18. října 2019             | Buenos Aires               | Argentina                  | Luna Park                         |
| 26. října 2019             | Buenos Aires               | Argentina                  | Luna Park                         |
| 1. listopadu 2019          | Buenos Aires               | Argentina                  | Movistar Arena                    |
| 2. listopadu 2019          | Neuquén                    | Argentina                  | Rucha Che                         |
| 8. listopadu 2019          | Lima                       | Peru                       | Plaza Arena                       |
| 10. listopadu 2019         | Mexico City                | Mexiko                     | Pepsi Center                      |
| 16. listopadu 2019         | Bogotá                     | Kolumbie                   | Centro de Eventos Autopista Norte |
| 28. listopadu 2019         | Buenos Aires               | Argentina                  | Luna Park                         |
| 29. listopadu 2019         | Buenos Aires               | Argentina                  | Luna Park                         |
| 3. prosince 2019           | Buenos Aires               | Argentina                  | Luna Park                         |
| 6. prosince 2019           | Buenos Aires               | Argentina                  | Luna Park                         |
| 6. prosince 2019           | Farmosa                    | Argentina                  | Anfiteatro de la Juventud         |
| 8. prosince 2019           | Chaco                      | Argentina                  | Sarmiento Athletic Club Stadium   |
| 10. prosince 2019          | Asunción                   | Paraguay                   | SND Arena                         |
| Etapa 2 - Evropa           |                            |                            |                                   |
| 20. února 2020             | Milán                      | Itálie                     | Fabrique                          |
| 22. února 2020             | Bassano del Grappa         | Itálie                     | PalaDue                           |
| 23. února 2020             | Řím                        | Itálie                     | Auditorium Parco della Musica     |
| 25. února 2020             | Berlín                     | Německo                    | Huxley's Neue Welt                |
| 26. února 2020             | Hamburg                    | Německo                    | Docks Hamburg                     |
| 28. února 2020             | Curych                     | Švýcarsko                  | X-TRA                             |
| 29. února 2020             | Mnichov                    | Německo                    | Tonhalle                          |
| 1. března 2020             | Stuttgart                  | Německo                    | Lka Longhorn                      |
| 3. března 2020             | Frankfurt                  | Německo                    | Batschkapp                        |
| 4. března 2020             | Paříž                      | Francie                    | Salle Pleyel                      |
| 6. března 2020             | Kolín nad Rýnem            | Německo                    | Carlswerk Victoria                |
| 9. března 2020             | Utrecht                    | Nizozemsko                 | Tivoli                            |
| 10. března 2020            | Brusel                     | Belgie                     | Cirque Royal                      |
| 11. března 2020            | Madrid                     | Španělsko                  | Joy Eslava                        |
| 19. září                   | Buenos Aires               | 🇦🇷 Argentina               | Movistar Arena                    |